# Letimbro
Il Letimbro (in ligure Letimbru) è un torrente della provincia di Savona.

## Percorso

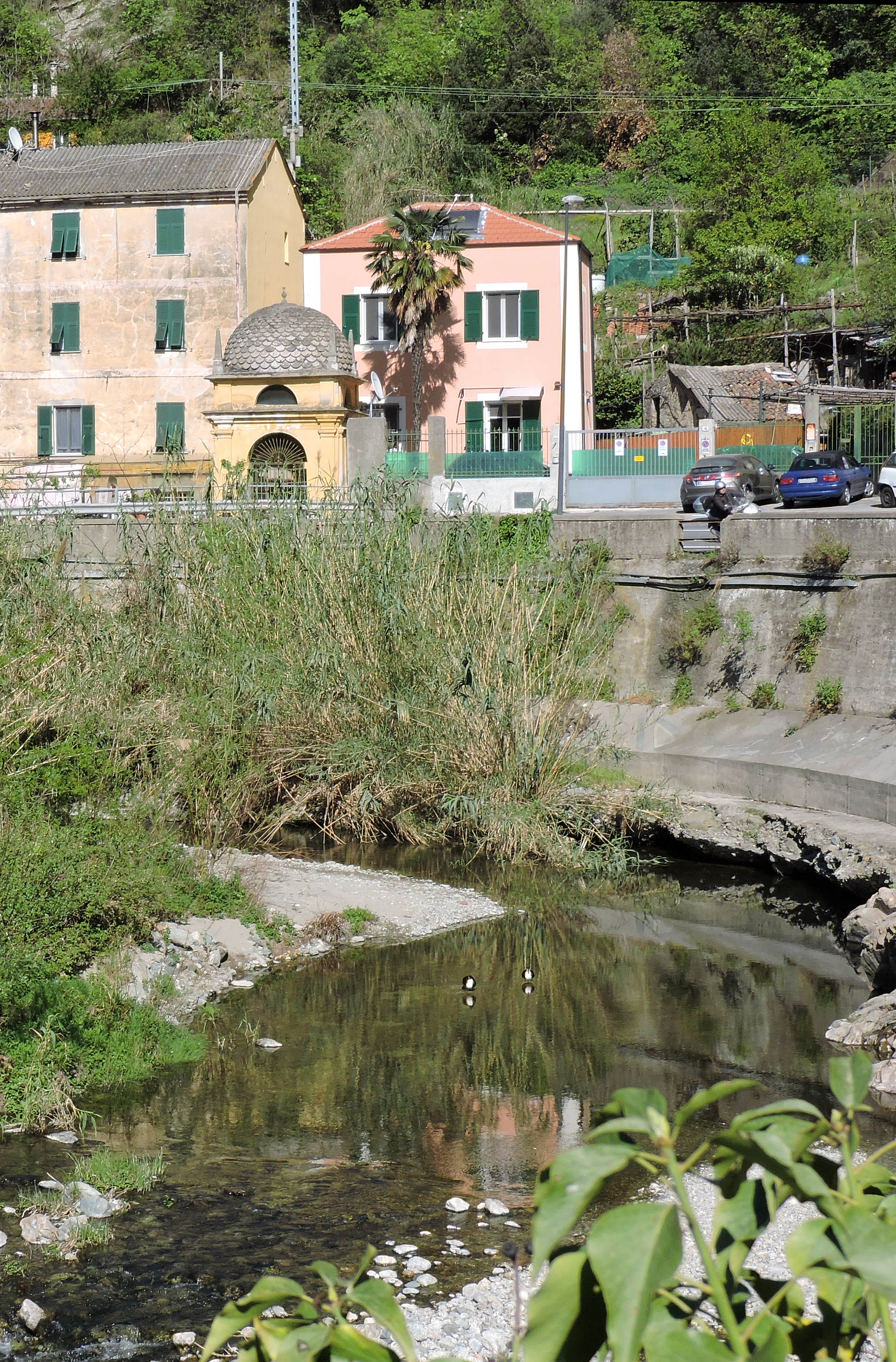
Il torrente poco a valle del santuario

Nasce presso la Sella ad est del comune di Altare, a 380 metri sul livello del mare, scorrendo interamente nel comune di Savona per venti chilometri. Costeggia, nella parte finale, la strada provinciale 12 (Savona - Santuario - Montenotte Superiore - Altare) sfociando poi nel mar Ligure nell'abitato di Savona.
Nel concentrico di Savona riceve a destra il principale affluente Lavanestro, che scende dal Colle di Cadibona.

## Affluenti
Affluenti di sinistra:
- Rio di Bisé;
- Rio della Caprina;
- Rio della Carboniera;
- Rio Porcheria;
- Rio Canova o di S.Bartolomeo;
- Rio del Fico;
- Rio di Ormé;
- Rio Gea;
- Rio dell'Acquabona;
- Rio della Madonna o Loriano;
- Rio di S.Bernardo;
- Rio delle Tine;
- Rio di Marmorassi;
- Rio Risèu;
- Rio di Loè;
- Rio del Balletta.

Affluenti di destra:
- Rio Miniera o di Lodo;
- Rio della Noce;
- Rio dei Carpi;
- Rio Gianchetta;
- Lavanestro;
- Rio dello Scolaro;
- Rio del Ritorto.

## Storia
Il torrente diede il nome tra il 2 dicembre 1797 e il 28 aprile 1798 al Département du Letimbre o Dipartimento del Letimbro, una delle unità amministrative nelle quali era suddivisa la Repubblica Ligure, che aveva per capoluogo Savona.